# Augustenborg Slot
Augustenborg Slot er et slotsanlæg i Augustenborg på Als i Sønderborg Kommune. Slottet og byen er opkaldt efter hertuginde Augusta, og slottet gav navn til hertugslægten Slesvig-Holsten-Sønderborg-Augustenborg, der ejede området i flere hundrede år. Slottet blev anvendt som psykiatrisk hospital fra 1932 til 2015 og tilhører i dag den danske stat. I 2016 oprettede NaturErhvervstyrelsen en afdeling på slottet.

## Slottets historie
Augustenborg Slots historie begynder med Hans den Yngres fem arveberettigede sønner, der ved hans død i 1622 hver arvede et lille hertugdømme. Hans søn Alexander fik området omkring Sønderborg. Efter hertug Alexanders død 1627 var det af landsregeringen udskilte lille fyrstedømme Slesvig-Holsten-Sønderborg ikke mere til at dele. Af de seks sønner arvede fem af dem den hertugelige titel, men måtte selv sørge for driften af deres godser. Alexanders tredjeældste søn Ernst Günther erhvervede flere godser og bondegårde på øerne Ærø og Als og blev den første hertug af linjen Slesvig-Holsten-Sønderborg-Augustenborg.
1651 solgte kong Frederik 3. Stavnsbøl Birk til hertug Ernst Günther (1609-1689), som samme år giftede sig med sin kusine prinsesse Augusta. Parret slog sig ned i Sønderborg. I 1660 blev den bedste gård i det gamle Stavnsbøl nedlagt for at give plads til et nyt herresæde opkaldt efter hertuginden. Siden forsvandt resten af Stavnsbøl for at give plads for en ny avlsgård m.m. Ved opkøb udvidede Ernst Günther godset på Als ganske betydeligt.
Det første slot i Augustenborg var en stor bindingsværksbygning som blev opkaldt efter hertug Ernst Günthers hustru, Augusta. Disse bygninger var forgængeren for det nuværende slotsanlæg. Efter at de forskellige Sønderborg-linjer havde betegnet sig som "hertuger af Sønderborg" eller som hertuger af Slesvig-Holsten, betegnede de forskellige familielinjer indtil midten af det 18. århundrede sig som hertugerne af Augustenborg.
Slottet blev stamsæde for hertugslægten, som i den anden halvdel af det 17. århundrede erhvervede sig flere besiddelser og dermed udbyggede deres godsbesiddelser. Da slottet blev umoderne, blev det revet ned under hertug Frederik Christian 1.. Det gav plads til det nuværende anlæg i senbarok-stil. Byggearbejderne stod på i årene 1770-1776. Til slottet byggedes i 1829 et stutteri.
Den sidste af slægten på slottet var hertug Christian August 2. af Slesvig-Holsten-Sønderborg-Augustenborg. Han tog aktivt del i treårskrigen mod Danmark. Slottet blev i 1850 beslaglagt af den danske hær, som frem til 1864 anvendte det som lazaret og kaserne. Efter 1864 (den 2. Slesvigske Krig 1863-1864) kom Sønderjylland under tysk herredømme, og Augustenborg blev lagt under den preussiske stat, der indrettede det til kvindeseminarium. I 1885 blev det givet tilbage til hertugslægten, men Ernst Günther 2. af Slesvig-Holsten-Sønderborg-Augustenborg foretrak at blive boende på Gråsten Slot, og seminariet blev på Augustenborg.
Efter Ernst Günthers død i 1921 blev hans fætter Albert John af Augustenborg (1869–1931) den sidste titulære hertug af Augustenborg. Fra 1931 er hertugerne af Glücksborg de eneste sønderborgske hertuger, der er tilbage.
Efter Genforeningen i 1920 solgte hertugfamilien, der i 1884 havde fået overdraget ejendomsretten, i 1921 slottet til den danske stat. 1929 vedtog Rigsdagen at indrette slottet til et psykiatrisk sygehus med plads til 500 patienter. 1976 blev det overtaget af Sønderjyllands Amt, fra 2007 Region Syddanmarks almenpsykiatriske hospital. Det psykiatriske hospital blev indviet i april 1932 og nedlagt i september 2015.

## Slottet i dag
Slottet er ikke tilgængeligt for offentligheden. Dog er der adgang til slotsparken, gårdspladsen, Augustenborg Slotskirke, der siden 1874 er sognekirke for Augustenborg, og et lille museum, der i tekst og billeder fortæller slottets og stedets historie.
1. maj 2016 oprettede NaturErhvervstyrelsen, i dag Landbrugsstyrelsen en ny afdeling på Augustenborg Slot med cirka 60 medarbejdere. Dermed begyndte flytningen af 390 arbejdspladser fra styrelsens afdeling i København til Augustenborg Slot.

## Ejere af Augustenborg Slot
- (1651-1689) Ernst Günther 1. af Slesvig-Holsten-Sønderborg-Augustenborg
- (1689-1701) Augusta af Slesvig-Holsten-Sønderborg-Glücksborg
- (1701-1714) Frederik Vilhelm af Slesvig-Holsten-Sønderborg-Augustenborg
- (1714-1754) Christian August 1. af Slesvig-Holsten-Sønderborg-Augustenborg
- (1754-1794) Frederik Christian 1. af Slesvig-Holsten-Sønderborg-Augustenborg
- (1794-1814) Frederik Christian 2. af Slesvig-Holsten-Sønderborg-Augustenborg
- (1814-1852) Christian August 2. af Slesvig-Holsten-Sønderborg-Augustenborg
- (1852-1864) Den danske stat
- (1864-1885) Den preussiske stat
- (1885-1921) Ernst Günther 2. af Slesvig-Holsten-Sønderborg-Augustenborg
- (1921-1978) Den danske stat
- (1978-2005) Sønderjyllands Amt
- (2005-2014) Region Syddanmark
- (2014-2016) Freja ejendomme[3]
- (2016- )      Bygningsstyrelsen

## Galleri
- Hertuginde Augusta
- Augustenborg Slot omkring 1800
- Augustenborg Slot i 1845
- Augustenborg Slot
- Augustenborg Slotskirke
- Detalje fra havefacaden
- Slottes sidebygninger
- Palæet syd for slottet